# Осада Могилёва-Подольского
Осада Могилёва-Подольского — одно из событий русско-польской войны 1654—1667. Армия Великого коронного гетмана Станислава Потоцкого потерпела неудачу в осаде города Могилёва-Подольского и отступила под давлением войска князя Григория Козловского и наказного гетмана Михаила Ханенко.

## Предыстория
В начале февраля 1660 года войска коронного гетмана Станислава Потоцкого вторгаются на Украину. К войскам гетмана присоединяются отряд коронного обозного Анджея Потоцкого и казаки бывшего гетмана Ивана Выговского. Войска полковников подольского Остафия Гоголя, миргородского Кирилла Андреева и арменского Ивана Фёдорова запираются в городе Могилёв-Подольский. На помощь полковникам из Умани выступает наказной гетман уманский полковник Михаил Ханенко.
Не доходя до Могилёва, Ханенко остановился в местечке Кубличи. В Кубличах Ханенко послал письмо киевскому воеводе Василию Шереметеву, что «он де Михайло с полком своим на помочь под Могилев пошел и пришел в местечко Кубличи, и чтоб… (Шереметеву)… послать… великого государя ратных людей на помочь к нему Михайлу; а только де… не будут… великого государя люди к нему, и он де без… великого государя ратных людей под Могилев не пойдет, воротится и в Умани запрется». 14 февраля 1660 года, Василий Шереметев посылает на помощь Ханенко воеводский полк своего товарища князя Григория Козловского. Для усиления полка Козловского к нему были приданы из воеводского полка Шереметева три роты рейтар из рейтарского полка Фёдора Зыкова под командой майора Василия Зубова.

## Осада
Придя к Могилёву, польские войска соединились с крымскотатарским войском Кайбей-мурзы. Осадив город, польские войска и татары предпринимают несколько нападений на Брацлав и другие окрестные города, «поветы тех городов воюют и жгут». Выговский начинает посылать в города «прелестные письма», чтобы полковники сдавались полякам.
Потоцкий предпринял несколько приступов города, но успеха не добился. «А будучи де в осаде полковники… и казаки… великому государю служили верно, на приступех и на вылазках Полских людей и Татар побивали много, и в языцех ротмистров и начальных людей… взяли». Во время одной из таких вылазок был взят в плен бывший киевский полковник Антон Жданович.
19 февраля 1660 года князь Козловский соединился с полком гетмана Ханенко и выдвинулся к Кубличам «до Лодыжена за 10 верст, а до Бряславля за 20 верст». Узнав о приближении войска князя, «гетман Станислав и обозной Андрей Потоцкие и … Ян Сапега и изменник Ивашко Выговской со всем Полским войском бежали в Полшу, а Кайбей мурза с Татары побежал за реку Днестр через Волоскую землю в Крым». 28 февраля князь Козловский и гетман Ханенко вернулись в Умань.